# Jacek Kaczmarski
Jacek Marcin Kaczmarski (Varsavia, 22 marzo 1957 – Danzica, 10 aprile 2004) è stato un cantautore polacco.

## Biografia
Figlio di Anna Trojanowska-Kaczmarska e di Janusz Kaczmarski.
Kaczmarski è stato una delle voci del sindacato Solidarność. Nelle sue canzoni ha criticato il regime comunista.
Gli è stato diagnosticato un tumore nel 2002 ed è morto nel 2004 in un ospedale di Danzica.

## Discografia
- Mury, 1979
- Raj, 1980
- Muzeum, 1981
- Krzyk, 1981
- Strącanie aniołów, 1982
- Carmagnole, 1982
- Chicago – Live, 1983
- Litania, 1987
- Kosmopolak, 1987
- Dzieci Hioba, 1989
- Głupi Jasio, 1990
- Live, 1990
- Mury w Muzeum Raju, 1991
- Bankiet, 1992
- Wojna postu z karnawałem, 1992
- Sarmatia, 1993
- Szukamy stajenki, 1993
- Pochwała łotrostwa, 1995
- Między nami, 1997
- Koncert '97, 1997
- Dwie Skały, 1999
- Dwadzieścia (5) lat później, 2000
- Mimochodem, 2001
- Złota kolekcja: Jacek Kaczmarski – Źródło, 2003
- Syn marnotrawny, 2004
- Świadectwo, 2005
- Suplement, 2006
- Mała Arka Noego, 2007
- Arka Noego, 2007
- Scena to dziwna, 2008
- In Memoriam, 2014